# Corbeyrier
Corbeyrier je obec na jihozápadě Švýcarska, v okrese Aigle v kantonu Vaud. Žije zde 438 obyvatel.

## Geografie

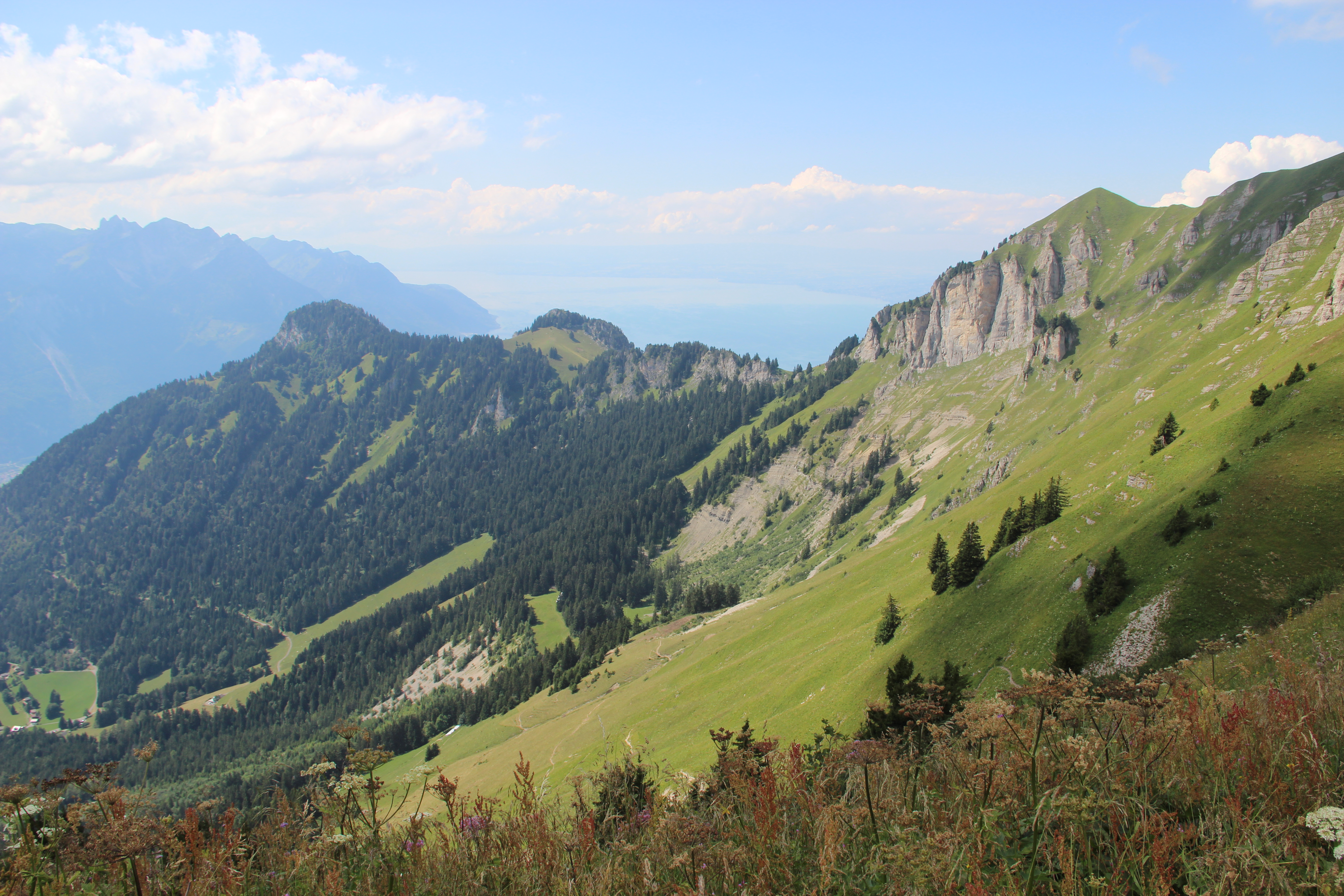
Vaudské Alpy v okolí Corbeyrier

Corbeyrier leží v nadmořské výšce 920 m, vzdušnou čarou 3,5 km severně od okresního města Aigle. Obec leží na jižním svahu na východním úbočí údolí dolní Rhôny, na svazích Tour d’Aï, v panoramatické poloze asi 550 výškových metrů nad rovinou Rhôny.
Území obce o rozloze 22,0 km² pokrývá část Vaudských Alp. Jižní část obce leží v oblasti potoka Torrent d’Yvorne na svazích Corbeyrier. Před obcí se nacházejí dva lesnaté kopce Champillon a Châtillon. Podél potoka se oblast rozprostírá až k vinicím u Yvorne.
Na severu se území obce rozkládá na horském hřebeni s vápencovými kopci Sex des Nombrieux (1805 m n. m.), Sex des Paccots (1806 m n. m.) a Sex du Parc aux Feyes (1856 m n. m.) na alpských pastvinách v povodí řeky Eau Froide. Tento potok tvoří severní hranici Corbeyrier. Nachází se zde přírodní rezervace Argnaule s horskými jezery Lac Pourri, Lac Rond a Lac des Nervaux. Na východě vede hranice přes masivu Chaux de Mont, kde se nachází nejvyšší bod Corbeyrier ve výšce 2205 m n. m., a podél vápencových stěn Tour d’Aï a Tour de Mayen. Na severovýchodě oblast zasahuje přes průsmyk Ayerne (hlavní rozvodí mezi Rhônou a Rýnem) do povodí řeky Petit Hongrin. V roce 1997 tvořila 2 % rozlohy obce zastavěná plocha, 52 % lesy a lesní porosty, 36 % zemědělské plochy a o něco méně než 10 % neproduktivní půda.
Corbeyrier zahrnuje vesnice Vers-Cort (754 m n. m.) a Vers la Crête (883 m n. m.) pod obcí, Vers la Doey (970 m n. m.) nad obcí, Bovau (1035 m n. m.) východně od toku Torrent d’Yvorne, Luan (1205 m n. m.) v kotlině Torrent d’Yvorne a několik samostatných farem a alpských osad. Sousedními obcemi Corbeyrier jsou Villeneuve, Roche, Yvorne, Leysin a Ormont-Dessous.

## Historie

Letecký pohled (1948)

První písemná zmínka o obci pochází z roku 1261 a nese název de Curbiriaco. Později se objevily názvy Curbirie (konec 13. století), Corberier (1577) a také Corbery, Corbeyri a Curbyrie.
Území Corbeyrier patřilo od středověku savojským vévodům. Po dobytí panství Aigle Bernem v roce 1476 přešel Corbeyrier pod správní jednotku Aigle. V důsledku zemětřesení došlo 4. března 1584 na svahu nad osadou Luan k sesuvu půdy, který zničil mnoho domů ve vesnici. Corbeyrier byl následně obnoven s podporou Bernu.
Po pádu Staré švýcarské konfederace patřila obec v letech 1798–1803  během helvétského období ke kantonu Léman, který byl poté po vstupu v platnost Ústavy o zprostředkování sloučen s kantonem Vaud. V roce 1798 byla přiřazena k okresu Aigle. Teprve v roce 1828 se Corbeyrier, který patřil k velké farnosti Aigle, stal politicky samostatnou obcí.

## Obyvatelstvo
| Vývoj počtu obyvatel | Vývoj počtu obyvatel | Vývoj počtu obyvatel | Vývoj počtu obyvatel | Vývoj počtu obyvatel | Vývoj počtu obyvatel | Vývoj počtu obyvatel | Vývoj počtu obyvatel | Vývoj počtu obyvatel | Vývoj počtu obyvatel | Vývoj počtu obyvatel | Vývoj počtu obyvatel | Vývoj počtu obyvatel | Vývoj počtu obyvatel | Vývoj počtu obyvatel | Vývoj počtu obyvatel | Vývoj počtu obyvatel |
| -------------------- | -------------------- | -------------------- | -------------------- | -------------------- | -------------------- | -------------------- | -------------------- | -------------------- | -------------------- | -------------------- | -------------------- | -------------------- | -------------------- | -------------------- | -------------------- | -------------------- |
| Rok                  | 1850                 | 1860                 | 1870                 | 1880                 | 1888                 | 1900                 | 1910                 | 1920                 | 1930                 | 1941                 | 1950                 | 1960                 | 1970                 | 1980                 | 1990                 | 2000                 |
| Počet obyvatel       | 269                  | 229                  | 217                  | 243                  | 225                  | 264                  | 256                  | 271                  | 270                  | 275                  | 260                  | 253                  | 271                  | 270                  | 369                  | 347                  |

Z celkového počtu obyvatel je 93,1 % francouzsky mluvících, 3,8 % německy mluvících a 1,2 % italsky mluvících (stav v roce 2000). V roce 1850 měl Corbeyrier 269 obyvatel a v roce 1900 264 obyvatel. Poté zůstával poměrně konstantní až do roku 1980 (270 obyvatel). Teprve od té doby došlo k mírnému nárůstu počtu obyvatel.

## Hospodářství
Až do druhé poloviny 20. století byl Corbeyrier vesnicí, která se vyznačovala převážně zemědělstvím. I dnes hraje ve struktuře zaměstnanosti obyvatelstva významnou roli pěstování vína (na ploše asi 10 ha nad Yvorne), chov dojnic a chov dobytka ve vysokých nadmořských výškách. Další pracovní místa jsou k dispozici v místních drobných podnicích (truhlářství) a především v sektoru služeb. V posledních desetiletích se obec vyvinula také v rezidenční obec. Mnoho zaměstnanců dojíždí za prací do větších obcí v údolí Rhôny.
Od počátku 20. století přinesl hospodářský rozmach vznik cestovního ruchu. Corbeyrier se vyvinul v rekreační středisko s několika hotely a penziony. S počátkem druhé světové války došlo k útlumu hotelnictví. Od 50. let 20. století bylo několik hotelů přeměněno na rekreační kolonie a domovy důchodců. V oblasti Ayerne se na území obce Corbeyrier nachází několik výcvikových zařízení vojenského prostoru Hongrin.

## Doprava
Obec se nachází mimo hlavní dopravní tepny na silnici z Yvorne do Ayerne. Obec je napojena na síť veřejné dopravy prostřednictvím autobusové linky Postauto, která jezdí z Aigle do Corbeyrier.